# Pagonis Pagonakis
Pagonis Pagonakis (* 1972) ist Journalist, Autor, Regisseur und Lehrbeauftragter am Institut für Medien- und Kulturwissenschaften der Heinrich-Heine-Universität Düsseldorf.
Pagonakis ist Regisseur zahlreicher Filme und ist hierbei für den ARD, den ZDF und ARTE tätig und erhielt mehrere Auszeichnungen. Der Dokumentarfilm Günter Wallraff: Schwarz auf Weiß. Eine Reise durch Deutschland, dessen Regisseur er ist, wurde von WDR und Arte ausgestrahlt und liegt als Kino-Dokumentarfilm vor.

## Auszeichnungen
- 2000: Journalistenpreis „Pro Ehrenamt“, Sonderpreis
- 2006: 1. Preis Deutscher Menschenrechts-Filmpreis (Kategorie „Profi“) für den Film Tod in der Zelle – Warum starb Oury Jalloh? mit Marcel Kolvenbach
- 2007: 1. Preis Marler Medienpreis Menschenrechte
- 2008: inter-media globe, silver
- 2011: Gold World Medal, The New York Festivals World’s Best Television & Films, Sektion: Investigativer Report

Pagonakis wurde außerdem für den Adolf-Grimme-Preis (2005 und 2008), den Deutschen Civis-Fernsehpreis (2006) und den Prix Europa (2006) nominiert.